# Richfield (Kansas)
Richfield – miasto w Stanach Zjednoczonych, w stanie Kansas, w hrabstwie Morton.